# Monika (inslagkrater)
Monika is een inslagkrater op de planeet Venus. Monika werd in 1985 genoemd naar Monika, een Duitse meisjesnaam.
De krater heeft een diameter van 25,5 kilometer en bevindt zich in het quadrangle Atalanta Planitia (V-4).